# Relax (álbum)
Relax es el cuarto álbum de estudio del grupo musical de Argentina Virus, lanzado en 1984. Nuevamente Virus da un cambio profundo artísticamente, ya que el alejamiento del guitarrista Ricardo Serra da a adoptar un sonido menos duro y más electrónico.
Relax es un buen ejemplo de la evolución del rock de Argentina hacia el synth pop y la música electrónica.

## Descripción
Este material marca un cambio importante en la formación, ya que el guitarrista Ricardo Serra abandona el grupo y el sonido se apoya mucho más en los sintetizadores, creando un sonido synth pop bastante diferente del panorama musical de ese momento y de sus anteriores trabajos. Este disco tiene una energía más tranquila para no desgastar al público en los conciertos y poder canalizar la adrenalina de otra manera.
No cuentan con Roberto Jacoby, por lo tanto las composiciones quedan a cargo de Federico y Julio Moura, quienes componen canciones que se convertirían en clásicos como «Amor descartable», «Me puedo programar» y «Dame una señal». Además, Enrique Mugetti colabora con una canción propia que define la nueva propuesta: «Completo el stock».
La presentación de Relax fue en el Teatro Astros, con 3 funciones en el mes de diciembre de 1984 con Daniel Sbarra en sintetizadores y guitarra rítmica como invitado, y en abril del siguiente año en el mismo teatro pero 5 funciones con un lleno total, consolidando al grupo en uno de los más populares. Llegó a vender más de 60.000 copias en Argentina.
Con Relax, Virus comienza a tener una aparición internacional, ya que fue editado en varios países de América del Sur.

## Lista de canciones
| N.º   | Título                      | Música          | Escritor(es)                 | Duración |  |
| 1.    | «Sentirse bien»             | Federico Moura  | Federico Moura               | 3:19     |  |
| 2.    | «Me puedo programar»        | Julio Moura     | Federico Moura               | 3:02     |  |
| 3.    | «Completo el stock»         | Enrique Mugetti | Enrique Mugetti              | 3:55     |  |
| 4.    | «Desesperado secuencia uno» | Julio Moura     | Julio Moura y Federico Moura | 3:20     |  |
| 5.    | «Amor descartable»          | Julio Moura     | Federico Moura               | 3:33     |  |
| 6.    | «Juegos incompletos»        | Federico Moura  | Federico Moura               | 3:45     |  |
| 7.    | «Dame una señal»            | Julio Moura     | Julio Moura                  | 4:00     |  |
| 8.    | «Hago más»                  | Enrique Mugetti | Federico Moura               | 3:44     |  |
| 9.    | «Persuadida»                | Federico Moura  | Federico Moura               | 3:37     |  |
| 32:20 |                             |                 |                              |          |  |

## Virus, Soda Stereo y «Trátame suavemente»
Federico Moura, en un principio, pensó en incluir la canción «Trátame suavemente» de Daniel Melero, en Relax. La grabación de este disco, coincide con la grabación del álbum debut de Soda Stereo, del cual Federico era el productor artístico. Al notar que el álbum de los Soda Stereo sonaba bastante uniforme, Federico insistió en incluir «Trátame suavemente» en él, para cambiar un poco el aire del disco.
Años más tarde, Gustavo Cerati (líder de Soda Stereo) recordaría aquel episodio:

"Federico Moura me sugirió que escuchara «Trátame suavemente» de Daniel Melero. En un principio Federico tenía muchas ganas de hacerlo con Virus, pero cuando se enrolló en el proyecto de Soda nos tiró esa idea. Yo lo escuché y, si bien me gustó, no estaba muy conforme con la idea de hacer una versión de otro artista. Pero cuando empezamos a hacerla nos encantó, y finalmente quedó muy bien. En esa época nosotros necesitábamos un tema romántico para grabar en el disco y no atravesábamos un período muy romántico que digamos, así que vino excelente. Me gustan las composiciones de Melero, sobre todo tiene cosas muy interesantes en las letras. Aquí, sin ser un tema gay creo que la letra apunta hacia la destrucción del machismo. Muchas veces los hombres también necesitan ser tratados suavemente. No es necesario siempre aparecer como un tipo rudo".

El autor y compositor de la canción, Daniel Melero también daría su visión de la historia: 

"Era muy curiosa la relación que yo tenía con los Virus, cuando los iba a ver les decía que no me gustaban sus shows. Siempre fueron muy amables conmigo y que la canción haya terminado tocada por Soda Stereo es producto de que Federico sabía que con Gustavo nos unía una gran amistad, más grande que la que yo tenía con él. Si yo hubiera sido el productor del primer disco de Soda, como iba a serlo en el comienzo, jamás les hubiera hecho grabar esa canción, no lo hubiera propuesto siquiera,(...) pero bueno, para todos resultó muy bien esa idea y fue de Federico. El gesto habla de su generosidad, no la grabó con su banda, pero de todas maneras impulsó a que lo hiciera Soda".

## Créditos
- Federico Moura: voz principal y coros, sintetizador.
- Julio Moura: guitarra eléctrica, sintetizador, piano y coros.
- Marcelo Moura: sintetizadores y coros.
- Enrique Muggeti: bajo y sintetizador.
- Mario Serra: caja de ritmos y pads electrónicos.